# Already Platinum
Already Platinum è il primo album in studio del rapper statunitense Slim Thug, pubblicato nel 2005.

## Tracce
1. The Intro – 2:24
2. Like a Boss – 3:20
3. 3 Kings (featuring T.I. & Bun B) – 4:50
4. Diamonds – 3:14
5. Boyz 'N' Blue (featuring Killa Kyleon, Sir Daily, PJ & Chris Ward) – 3:50
6. I Ain't Heard Of That (Remix) (featuring Bun B) – 3:49
7. Click Clack (featuring Pusha T) – 3:32
8. Everybody Loves a Pimp (featuring Jazze Pha) – 4:21
9. Already Platinum (featuring Pharrell) – 4:47
10. Ashy to Classy – 3:38
11. The Interview – 2:47
12. Playa You Don't Know – 4:30
13. Miss Mary – 4:28
14. Incredible Feelin' (featuring Jazze Pha) – 4:35
15. This is My Life (featuring LeToya Luckett) – 4:10
16. Dedicate – 4:33